# Julian Waldner
Julian Waldner (* 28. August 1996 in Sankt Veit an der Glan, Kärnten) ist ein österreichischer Schauspieler.

## Leben
Julian Waldner ist in Kärnten geboren und u. a. in Klagenfurt am Wörthersee aufgewachsen. Seine Mutter ist in der Berufs- und Bildungsorientierung tätig, sein Vater ist Richter. Waldner, der noch einen jüngeren Bruder hat, legte 2014 seine Matura am Musischen Gymnasium BRG Viktring ab und leistete dann seinen Dienst beim Bundesheer ab. Von 2015 bis 2019 studierte er Schauspiel am Max-Reinhardt-Seminar in Wien, wo er aus über 800 Bewerbern die Aufnahme schaffte. Dort erhielt er Rollenunterricht u. a. bei Elisabeth Augustin, Martin Schwanda, Janusz Cichocki und Florian Teichtmeister.
Waldner stand bereits als Jugendlicher, erstmals mit 13 Jahren, auf einer Bühne. Seit 2010 ist Julian Waldner Mitglied beim Jugendtheaterclub Klagenfurt am Stadttheater Klagenfurt. Während seiner Ausbildung wirkte er in mehreren Theaterproduktionen des Max-Reinhardt-Seminars mit, u. a. in der Titelrolle des Stücks Foxfinder von Dawn King und im April 2018 als „herrlich verschrobener Bibelfuzzi“ in Ingrid Lausunds Komödie Benefiz – Jeder rettet einen Afrikaner.
2017 und 2018 gastierte er beim „Neuen Wiener Volkstheater-Festival“. Im August 2018 trat er in Theodora Bauers Theaterstück papier.waren.pospischil und im Theaterstück Der Chinese von Benjamin Lauterbach beim Festival „Hin & Weg“, den „Tagen für zeitgenössische Theaterunterhaltung“, in Litschau auf. In der Spielzeit 2018/19 übernahm er am Landestheater Niederösterreich die Hauptrolle in dem Theaterstück Leon Pirat (nach dem Buch von Christine Nöstlinger). In der Spielzeit 2019/20 war er beim Wiener Volkstheater in den Bezirken als junger Altenheim-Betreuer Scotty in dem Theaterstück Die Reißleine von David Lindsay-Abaire zu sehen. Im September 2020 gastierte er, unter der Regie von Anna Maria Krassnigg, in König Johann nach Shakespeare von Friedrich Dürrenmatt in einer Produktion des Ensembles „wortwiege“ in den Kasematten in Wiener Neustadt.
Er wirkte in verschiedenen Filmen mit, u. a. in mehreren Kurzfilmen der Filmakademie Wien. In dem Fernsehfilm Wenn du wüsstest, wie schön es hier ist (2015) aus der Landkrimi-Filmreihe spielte er, unter der Regie von Andreas Prochaska und an der Seite von Gerhard Liebmann, eine größere, handlungstragende Nebenrolle; er verkörperte Luis Sereinig, den tatverdächtigen Freund der ermordeten Reiftanzbraut. In der 20. Staffel der TV-Serie SOKO Kitzbühel (2022) übernahm er eine Episodenrolle als bei der Tataufklärung mitwirkender guter Freund einer getöteten Transfrau. In der 4. Staffel der österreichischen Fernsehserie Walking on Sunshine (2023) spielte er die Rolle eines ORF-Mitarbeiters mit Asperger-Syndrom namens Erasmus Lang. In Steirergift (2024), dem elften Teil der österreichischen Landkrimi-Filmreihe, spielte er den tatverdächtigen Burschenschafter Fritz Maurer.
Im Rahmen der Romyverleihung 2022 wurde er in der Kategorie Entdeckung männlich mit einer Romy ausgezeichnet.
Waldner, zu dessen Hobbys Musik (Gesang, Klavier) und Sport gehören, lebt in Wien.

## Filmografie (Auswahl)
- 2015: Wenn du wüsstest, wie schön es hier ist (Fernsehreihe)
- 2016: Brut (Kurzfilm)
- 2017: Fux (Kurzfilm)
- 2017: Josef, Markus, Julian (Kurzfilm)
- 2018: Jimmie (Kinofilm)
- 2018: SOKO Donau: Alte Indianer (Fernsehserie, eine Folge)
- 2019: Karneval der Kellner (Kurzfilm)
- 2021: Klammer – Chasing the Line
- 2022: SOKO Kitzbühel: Tiroler Schönheit (Fernsehserie, eine Folge)
- 2023: Die Bergretter: Schamlos (Fernsehserie, eine Folge)
- 2023: Blind ermittelt – Tod im Weinberg (Fernsehreihe)
- 2023: Walking on Sunshine (Fernsehserie)
- 2024: Ewig Dein (Fernsehfilm)
- 2024: Landkrimi: Steirergift (Fernsehreihe)